# Ian Anthony Dale
Ian Anthony Dale (nascido em 3 de julho de 1978) é um ator e modelo Norte-Americano. De origem japonesa, ele é bastante conhecido pelo papel principal de Adam Noshimuri, da série Hawaii Five-0.

## Biografia
Filho de Jack Dale, de ascendência inglesa e francesa, Dale nasceu em Saint Paul, Minnesota. Participou como aluno ativo da Cretin-Derham Hall High School, onde era um jogador de beisebol de destaque e também onde atuou pela primeira vez, descobrindo-se como ator. Seu pai jogou hóquei no gelo para o Minnesota Golden Gophers e fez parte da seleção nacional nos Jogos Olímpicos de Inverno de 1968. 
Sua mãe é japonesa e imigrou de Kobe para os Estados Unidos quando adolescente para ser modelo.
Dale frequentou a St. Mary’s University em Winona, Minnesota, onde estudou teatro por um longo período. Depois, mudou-se para Madison, Wisconsin, graduando-se na Universidade de Wisconsin–Madison.  
Em 2016, se casou com Nicole Garippo, com quem tem um filho.

## Filmografia
Filmes
| Ano  | Titulo                 | Personagem               |
| ---- | ---------------------- | ------------------------ |
| 2004 | Mr. 3000               | Fukuda                   |
| 2007 | The Bucket List        | Instrutor                |
| 2009 | The Hangover           | Chow's #1                |
| 2009 | Lollipops              | Detective Jones          |
| 2009 | Tekken                 | Kazuya Mishima           |
| 2009 | Flying Lessons         | Lance                    |
| 2010 | Mortal Kombat: Rebirth | Hanzo Hasashi / Scorpion |
| 2016 | XOXO                   | Anders                   |
| 2017 | Wakefield              | Ben Jacobs               |

Televisão
| Ano          | Titulo                         | Personagem                 | Notas                                    |
| ------------ | ------------------------------ | -------------------------- | ---------------------------------------- |
| 2002         | Fastlane                       | Jackson Yu                 | Episodeo: "Mighty Blue"                  |
| 2003         | Angel                          | Drugged Vampire #3         | Episodeo: "Release"                      |
| 2003         | JAG                            | Lance Corporal Brad Owens  | Episodeo: "The Boast"                    |
| 2004         | Las Vegas                      | Jonathan Tam               | Episodeo: "Die Fast, Die Furious"        |
| 2004         | Hawaii                         | Lieutenant Robertson       | Episodeo: "No Man Is an Island"          |
| 2004         | Second Time Around             | Sam Chang                  | Episodeo: "No, No"                       |
| 2004         | Charmed                        | Avatar Gamma               | 5 episodeos                              |
| 2005         | North Shore                    | Garrett Haynes             | Episodeo: "The End"                      |
| 2005–2006    | Surface                        | Davis Lee                  | 11 episodeos                             |
| 2006–2007    | Day Break                      | Detective Christopher Choi | 12 episodeos                             |
| 2006–2009    | Criminal Minds                 | Lt. Detective Owen Kim     | 2 episodeos                              |
| 2007         | Without a Trace                | David Kwon                 | Episodeo: "Without You"                  |
| 2007         | Bones                          | Commander James Adams      | Episodeo: "Spaceman in a Crater"         |
| 2007         | 24                             | Zhou Yong                  | 2 episodeos                              |
| 2007         | Cold Case                      | Ray Takahashi              | Episodeo: "Family 8108"                  |
| 2009         | CSI: NY                        | Ellis Park                 | Episodeo: "The Past, Present and Murder" |
| 2009         | Dollhouse                      | Jack Dunston               | Episodeo : "Haunted"                     |
| 2009         | CSI: Miami                     | Evan Wilcox                | Episode: "Kill Clause"                   |
| 2010         | Trauma                         | Andy Wu                    | Episodeo: "Protocol"                     |
| 2010         | CSI: Crime Scene Investigation | Lon Rose                   | Episodeo: "The Panty Sniffer"            |
| 2010–2011    | The Event                      | Agent Simon Lee            | 19 episodeos                             |
| 2011         | Burn Notice                    | Xavier                     | Episodeo: "Damned If You Do"             |
| 2011–present | Hawaii Five-0                  | Adam Noshimuri             |                                          |
| 2012         | The Mentalist                  | Nathaniel Kim              | Episodeo: "Red Dawn"                     |
| 2012         | Emily Owens, M.D.              | Dr. Kyle Putnam            | 2 episodeos                              |
| 2013         | American Horror Story: Coven   | Dr. David Zhong            | Episodeo: "Bitchcraft"                   |
| 2014         | Delirium                       | Liam                       |                                          |
| 2014–2016    | Murder in the First            | Jim Koto                   | Personagem principal                     |
| 2015         | Hart of Dixie                  | Henry Dalton               | 2 episodeos                              |
| 2017–2018    | Salvation                      | Harris Edwards             | Personagem Regular                       |

Web
| Ano       | Titulo                | Personagem               | Notes       |
| --------- | --------------------- | ------------------------ | ----------- |
| 2011–2013 | Mortal Kombat: Legacy | Hanzo Hasashi / Scorpion | 5 episodeos |

Video-Games
| Ano  | Titulo                     | Personagem      |
| ---- | -------------------------- | --------------- |
| 2012 | Sleeping Dogs              | Ricky Wong      |
| 2012 | Call of Duty: Black Ops II | Varias vozes    |
| 2015 | Battlefield Hardline       | Marvin de Thief |